# جی‌جی لالپکالوا
جی‌جی لالپکالوا بازیکن فوتبال هندی است.
او برترین گل‌زن در سوپر لیگ هند در سال ۲۰۱۵ می‌باشد. او با باشگاه ورزشی موهان باگان با لیگ برتر فوتبال هند قهرمان شد.